# Castello di Sabbioneta
Il castello di Sabbioneta era una roccaforte presumibilmente risalente al XII secolo situata nell'omonima città, in provincia di Mantova.

## Collocazione e storia
Venne edificato su commissione di  Luigi Gonzaga "Rodomonte" su un castrum romano a maggior difesa del borgo di Sabbioneta, a fianco del palazzo del Giardino, luogo di svago della famiglia gonzaghesca, costruito da Vespasiano Gonzaga.
Del castello, abbattuto dai francesi nel 1797, sono rimaste le basi dei due torrioni.